# Edward Maya
Eduard Marian Ilie, mais conhecido como Edward Maya (Bucareste, 29 de junho de 1986), é um produtor, compositor e músico romeno.

## Carreira
Graduou-se na escola secundária de música George Enescu, em Bucareste, continuando seus estudos no Conservatório de Bucareste, com especialização em composição e trilhas sonoras.
Aos 19 anos de idade, compôs uma canção com Eduard Carcota para o Festival Eurovisão da Canção, que foi para o quarto lugar na competição (Mihai Traistariu - Tornero). Esta descoberta foi seguida por um período agitado para o artista, que trabalhou em diversos contratos com artistas romenos no exterior (Akcent, Costi Ioniţă, Vika Jigulina, Cassa Loco, Studio One, DjRynno, DJ MCertan, Marius Nedelcu, Blaxy Girls, Imba). O ano de 2009 trouxe uma surpresa no mercado musical romeno: a canção "Stereo Love", assinado por Edward Maya, com o vocal de Vika Jigulina, se tornou um verdadeiro sucesso em boates de todo o mundo. Este sucesso foi seguido por shows em todo o mundo, e a canção alcançou as paradas de sucesso em vários países.

### The Stereo Love Show
Contendo 10 faixas o álbum traz todos os singles já lançados do DJ com várias participações.

### Presents: VIOLET LIGHT
Foram apresentadas pela Mayawin Record's 4 singles, deste projecto de Edward Maya previsto para o 2º semestre de 2012. 

Mas foi no Dia dos Namorados que "Love Story" com a voz de Sonia Devi, foi altamente procurado pelos fãs, devido a ser uma música condicional ao amor, celebrado nesse mesmo dia.

Os outros singles, são "Back Home", "Nostalgy" e "Next Door", que também Violet Light está presente como voz feminina.

## Discografia

### Álbuns de estúdio
| Título               | Detalhe do álbum                                                                        |
| -------------------- | --------------------------------------------------------------------------------------- |
| The Stereo Love Show | - Lançamento: 12 de março de 2013 - Gravadora: Mayavin - Formatos: CD, digital download |

## Singles

### Como artista principal
| Título                                                                                        | Ano  | Posições em paradas músicais | Posições em paradas músicais | Posições em paradas músicais | Posições em paradas músicais | Posições em paradas músicais | Posições em paradas músicais | Posições em paradas músicais | Posições em paradas músicais | Posições em paradas músicais | Certificações | Álbum                |
| Título                                                                                        | Ano  | AUT                          | BEL                          | FRA                          | ALE                          | HOL                          | SUE                          | SUI                          | UK                           | EUA                          | Certificações | Álbum                |
| --------------------------------------------------------------------------------------------- | ---- | ---------------------------- | ---------------------------- | ---------------------------- | ---------------------------- | ---------------------------- | ---------------------------- | ---------------------------- | ---------------------------- | ---------------------------- | --- | -------------------- |
| "Stereo Love" (with Vika Jigulina)                                                            | 2009 | 2                            | 7                            | 1                            | 4                            | 5                            | 1                            | 2                            | 4                            | 16                           | - BEA: ouro - BPI: ouro - BVMI: platina - GLF: platina - IFPI SUI: platina - MC: 2× platina - PROMUSICAE: 2× platina - RIAA: 2× platina | The Stereo Love Show |
| "This Is My Life" (featuring Vika Jigulina)                                                   | 2010 | 54                           | 4                            | 2                            | —                            | 42                           | 58                           | 43                           | —                            | —                            | | The Stereo Love Show |
| "Desert Rain" (featuring Vika Jigulina)                                                       | 2011 | —                            | —                            | —                            | —                            | —                            | —                            | —                            | —                            | —                            | | Non-album single     |
| "Mono In Love" (featuring Vika Jigulina)                                                      | 2012 | —                            | —                            | —                            | —                            | —                            | —                            | —                            | —                            | —                            | | The Stereo Love Show |
| "Feeling"                                                                                     | 2013 | —                            | —                            | —                            | —                            | —                            | —                            | —                            | —                            | —                            | | Non-album singles    |
| "Colombian Girl"                                                                              | 2014 | —                            | —                            | —                            | —                            | —                            | —                            | —                            | —                            | —                            | | Non-album singles    |
| "Love of My Life" (with Vika Jigulina)                                                        | 2014 | —                            | —                            | —                            | —                            | —                            | —                            | —                            | —                            | —                            | | Non-album singles    |
| "Historia De Amor"                                                                            | 2014 | —                            | —                            | —                            | —                            | —                            | —                            | —                            | —                            | —                            | | Non-album singles    |
| "—" indica que a gravação não foi incluída nas paradas ou não foi distribuída naquela região. |      |                              |                              |                              |                              |                              |                              |                              |                              |                              | |                      |